# Prunella Gee
Prunella Gee (Londres, 17 de fevereiro de 1950) é uma atriz britânica.
Seu primeiro papel importante foi em 1974 junto com Sidney Poitier e Michael Caine em The Wilby Conspiracy. Em 1983 ela participou de Never Say Never Again, com Sean Connery. No mesmo ano ela apareceu no sitcom Moving.
Ela estrelou em várias séries de televisão, com destaque para a telenovela Coronation Street por quatro anos a partir de 1999.
É divorciada do ator e diretor Ken Campbell, com quem se casou em 1978.

## Filmografia
- Shabby Tiger (1973)
- The Wilby Conspiracy (1975)
- The Last of the Best Men (TV 1975)
- Quiller (TV 1975)
- Waiting for Sheila (TV 1976)
- The Glittering Prizes (TV 1976)
- Return of the Saint (TV 1978)
- Call My Bluff (1979)
- Fallen Hero (1979)
- Witching Time (1980)
- Hammer House of Horror (TV 1980)
- The Professionals (TV 1980)
- Cry Freedom (1981)
- Kinvig (TV 1981)
- Never Say Never Again (1983)
- Moving (TV 1985)
- Number One (1985)
- Alas Smith & Jones (TV 1985)
- No Place Like Home (TV 1986)
- Constant Hot Water (1986)
- Stormy Monday (1988)
- Executive Stress (TV 1988)
- Spilt Ends (1989)
- Merchants of Venus (1998)
- Coronation Street (TV 1999 - 2004)